# Cucina israeliana

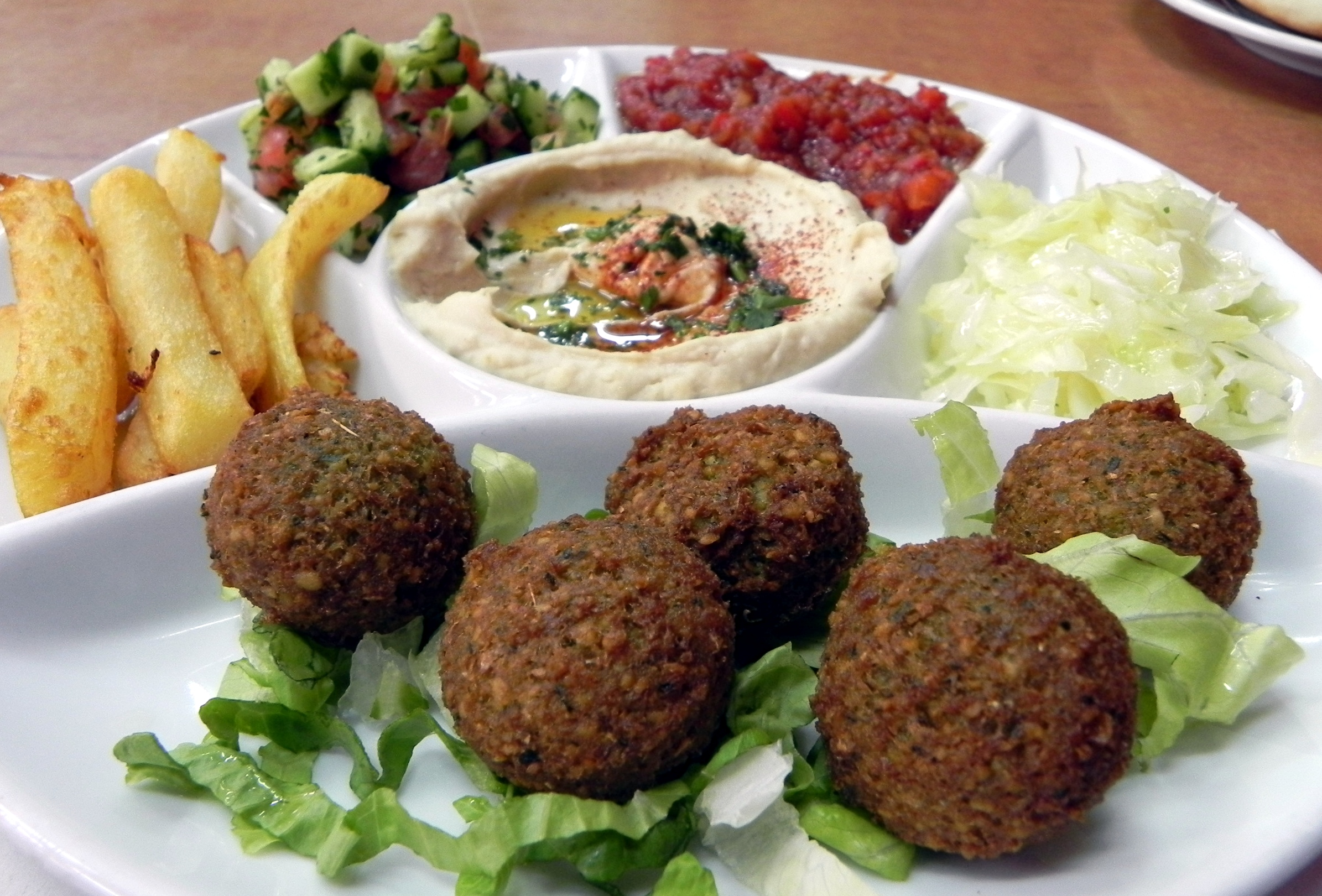
Piatto di falafel, hummus e insalata israeliana con contorni

La cucina israeliana (המטבח הישראלי) si è costituita attraverso la commistione della cucina mediorientale, in particolare di quella levantina e sefardita e delle tradizioni culinarie portate in Israele dagli ebrei della diaspora da tutto il mondo.

## Storia
Essendo la popolazione israeliana discendente per la maggior parte da comunità ebraiche sparse per il mondo, la cucina israeliana è caratterizzata da una profonda eterogeneità.

## Definizione
La cucina israeliana nasce dall'incontro delle tradizioni culinarie delle comunità ebraiche immigrate nel paese nel corso del XX secolo, oltre a includere pietanze della locale cucina levantina.

## Cucina ebraico-orientale (Mizrahi)
La cucina Mizrahì deriva dalle tradizioni culinarie delle comunità ebraiche del mondo arabo. Include in particolare carni arrostite, paste dolci e salate, piatti con riso, verdure ripiene, pita e insalate varie.
- Insalate - spesso i pasti cominciano con una varietà di insalate, o meze che include insalate standard come hummus, tahini, matbucha, insalata russa e insalata turca. Le insalate possono includere insalate di origine straniera come l'insalata di cavolo, ma ci sono anche insalate locali create in Israele, come l'insalata verde e l'insalata di melanzana con fegatini che fu inventata durante il periodo dell'austerità.
- Salse piccanti - lo skhug introdotto per gli ebrei yemeniti, la harissa introdotta dagli ebrei maghrebini e la pilpelchuma introdotta dagli ebrei della Libia. Lo skhug è il più popolare di questi.
- Amba - gli immigranti provenienti dall'Iraq portarono con sé l'Amba che attualmente si trova comunemente nello shawarma, consumato in tutto Israele.
- Labaneh - una specie di formaggio-yogurt di colore bianco fatto con latte di pecora, mucca e occasionalmente con latte di capra, tipico delle popolazioni druse si è diffuso rapidamente nelle cucine del Medio Oriente.
- Pita - considerato il pane più rappresentativo di tutto il medioriente, ed è diventato popolare grazie alla sua fragranza e per il fatto che permette di mangiare con la tecnica della "scarpetta" le insalate. È l'accompagnatore principale di piatti differenti, alcuni dei quali esclusivamente israeliani come gli schnitzel. Anche il lafa è popolare ma soprattutto per accompagnare differenti piatti di carne.
- Shakshuka - un piatto preparato con uova, cipolla fritta, pomodoro e peperoni e spezie. La frittura è realizzata con olio di oliva. Si tratta di un piatto tipico del Maghreb.
- Canapè fritti, come i falafel, sono tra i piatti più popolari tra gli israeliani[senza fonte]. Ci sono attualmente ristoranti che servono versioni di falafel come il verde con prezzemolo e coriandolo, e rosso piccante. Altri aperitivi fritti includono il kubbeh, sigarim, e pastelim che arrivarono da differenti paesi del Medio Oriente.
- Zuppe - la maggioranza proviene dalla cucina ebraico yemenita portata in Israele da immigranti dallo Yemen. Tra le più popolari c'è la zuppa di fagioli.
- Torte salate - come le burekas portate in Israele dagli ebrei dei Balcani. Piatti simili sono il malawach e il jachnun arrivati insieme agli ebrei dello Yemen.
- Sandwich come il sabich, un sandwich iracheno che un tempo si poteva trovare solo a Ramat Gan, mentre oggi lo si può trovare in tutto il paese. Il sandwich arrotolato fatto di tonno, patate cotte e matbucha è presente anche in una versione fritta conosciuta come fricassea.
- Carne arrostita è il più popolare stile per cucinare la carne in Israele. Tra i piatti che si cucinano in questa maniera si ricordano il kebab e lo shashlik.
- shawarma arrivata in Israele dalla Turchia, quando la regione faceva parte dell'Impero Ottomano. La shawarma è molto popolare in Israele e comunemente è preparata con carne di pecora, tacchino o pollo ricoperta di grasso di pecora.
- Pesce - Ristoranti di pesce israeliani servono pesce fritto e pesce al sugo. Il chraime[5] è un popolare piatto di pesce al forno in salsa di pilpelchuma che fu portata dagli ebrei della Libia.
- Hummus è una salsa a base di pasta di ceci e pasta di semi di sesamo, molto diffusa in tutti i paesi del Levante, è ormai un classico anche nella cucina israeliana. Viene solitamente consumato insieme a focacce di pane azzimo, oppure spalmato all'interno della pita o della lafa prima di farcirle di falafel o di shawarma.
- Mejadra, conosciuto anche come "Mujaddara", ed è il più popolare piatto di riso in Israele, oltre al normale di riso bianco, è arrivato dal Libano attraverso gli arabi della Galilea.
- Muhammara - antipasto mediorientale a base di pane, peperoni e sciroppo di melograno.
- Dolci in Israele sono serviti allo stile orientale, e includono i dolci come il blancmange e baklava.

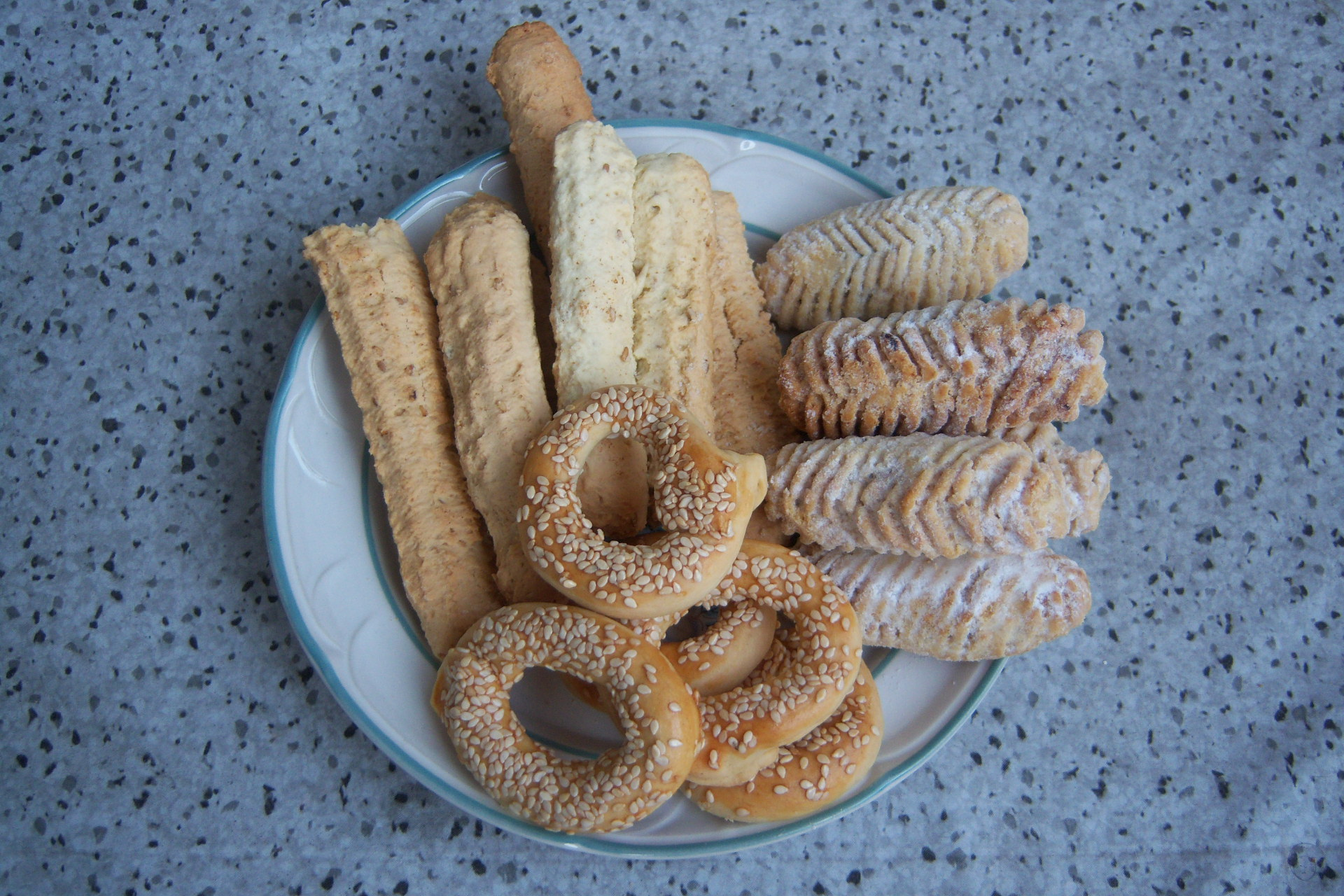
Dolci israeliani

- Halva è un dolce di origine turca diventato molto popolare tra gli israeliani. Dagli anni '90 a oggi sono stati creati molti originali dolci a base di halva, come la halva parfait, inventata dallo chef israeliano Tsachi Bukshester, che da allora è diventata popolare in tutti i ristoranti israeliani.
- Caffè nero con cardamomo, o senza, molto popolare è anche il caffè turco.

## Cucina tradizionale ebraica
Diversi piatti tipici di cucine dei paesi di provenienza degli ebrei israeliani sono diventati popolari in Israele:
- Gli ebrei aschenaziti hanno portato nella cucina israeliana il cholent, il brodo di pollo, lo schnitzel e il purè, insalate come l'insalata di uova, russa e l'insalata con fegatini. Altri piatti tipici, includono il gefilte fish, polpette di pesce, e il Kugel. Il "Kugel Gerusalemme" preparato con il caramello, può essere considerato come un piatto originale israeliano. Le prime pasticcerie israeliane appartenevano a ebrei aschenaziti ed è la ragione per la quale molti dei dolci più popolari, come torte e paste, provengono dall'Europa Centrale. Questi includono le varietà di Sufganiyá e Oznéi Amman (le orecchie di Amman).
- Gli ebrei maghrebini hanno introdotto nella cucina israeliana il cuscus e il mafrum che hanno acquisito gran popolarità in Israele. Hanno introdotto anche la shakshuka e insalate, come la matbucha e l'insalata di carota marocchina. Il Chraime, piatto tipico della cucina tripolina, ha guadagnato popolarità negli ultimi anni.
- Gli ebrei originari dei Balcani hanno introdotto nella cucina israeliana i Bourekas, un'evoluzione del burek ottomano, lo yogurt e l'ikrà. La cucina di origine balcanica ha avuto un'importante influenza nella cucina di Gerusalemme e nella cucina di Tiberiade che si sviluppò già prima della Prima Aliyah.
- Gli ebrei yemeniti hanno introdotto nella cucina israeliana lo jachnun, il malawach e lo skhug.
- Gli ebrei iracheni non solo portato nella cucina israeliana l'amba, il kibbeh e il sambusac, ma anche ortaggi sottaceto. Il sabich è attualmente molto popolare.